# Trachischium apteii
Trachischium apteii — вид неотруйних змій родини полозових (Colubridae). Описаний у 2019 році.

## Етимологія
Вид названо на честь доктора Діпака Апте — директора Бомбейського природничого товариства, морського біолога та природоохоронця.

## Поширення
Ендемік Індії. Трапляється у штаті Аруначал-Прадеш на північному сході країни.

## Опис
Тіло завдовжки до 30 см. Забарвлення спини темно-коричневе із слабкими чорними поздовжніми лініями. Черево блідо-жовте.